# Global Media Journal
Global Media Journal – międzynarodowy periodyk medioznawczy ukazujący się w Internecie. Utworzony został w 2002 roku przez prof. Yahya Kamalipour z Uniwersytetu Purdue Calumet w USA i obecnie posiada ponad dziesięć wersji językowo-regionalnych, m.in. hiszpańskojęzyczną, brytyjską, francuską, australijską, perską, afrykańską, a także polską, której redaktorem jest dr Tomasz Płudowski, a wydawcą Collegium Civitas w Warszawie.
Periodyk ma charakter interdyscyplinarny i publikuje zarówno teksty czysto naukowe, jak i te o zacięciu dziennikarskim, stosujące metody ilościowe, jak i jakościowe, o podejściu empirycznym i teoretycznym, czerpiące z medioznawstwa, nauk o komunikowaniu, politologii, socjologii, psychologii, czy kulturoznawstwa. Około 80-90% każdego numeru to teksty oryginalne pochodzące z danego kraju, a 10-20% to tłumaczenia z innych edycji. Część każdego numeru to teksty zamawiane, wszystkie inne zgłoszone teksty poddawane są recenzji naukowej. W roku ukazują się dwa wydania, jedno jesienią, jedno wiosną. Wszystkie wydania światowe są ze sobą połączone linkami tworząc jedyną w swoim rodzaju sieć naukową. Wszystkie wydania mają taką samą grafikę, ale kwestie redakcyjne pozostają w gestii redaktora naczelnego, redaktora numeru oraz zespołu, który sobie dobiera. Zespół redakcyjny wersji polskiej składa się m.in. z Bogusławy Dobek-Ostrowskiej (Uniwersytet Wrocławski), która jest zastępcą redaktora oraz Wiesława Godzica (SWPS), Karola Jakubowicza (KRRiTv), Stanisława Mocka (Collegium Civitas), Macieja Mrozowskiego (Uniwersytet Warszawski) oraz Jacka Żakowskiego (Collegium Civitas, Polityka).